# Villa Ripa
Villa Ripa is een plaats (frazione) in de Italiaanse gemeente Teramo.